# Сальдивар, Висенте
Висенте Самуэль Сальдивар Гарсия (5 марта 1943 — 18 июля 1985) — мексиканский профессиональный боксёр полулегкого веса. Чемпион мира в полулёгком весе по версиям WBA (26 сентября 1964 — октябрь 1967) и WBC (26 сентября 1964 — октябрь 1967, 9 мая — 11 декабря 1970). В 1999 году занесён в Международный зал боксёрской славы. Многие историки бокса и эксперты считают Салдивара одним из лучших боксёров в истории своей весовой категории, а также одним из лучших боксёров-левшей.

## Ранние годы
Сальдивар родился в одном из многих бедных кварталов Мехико, всего у его родителей было семеро детей. Он часто дрался на улицах и в школе, поэтому его отец решил отдать его на бокс. Как и многие другие мексиканцы, его отец был большим поклонником бокса. Его первым тренером стал Хосе Морено.

## Карьера
Сальдивар провёл удачную любительскую карьеру, вершиной которой стало получение мексиканского титула «Золотая перчатка» и место в национальной олимпийской сборной по боксу.
На летних Олимпийских играх 1960 года в Риме (Италия) выступал в соревнованиях боксёров полулёгкого веса, однако в первом же поединке уступил Эрнсту Шерве (Швейцария).
В профессиональном боксе дебютировал в 1961 году, три года спустя завоевал титул чемпиона Мексики в полулёгком весе, победив Хуана Рамиреса.
26 сентября 1964 года в Мехико в чемпионском поединке победил Шугара Рамоса и стал вторым чемпионом мира в полулёгком весе по версиям WBA и WBC.
В течение 1965—1970 годов восемь раз защищал свой титул в поединках против таких соперников, как Рауль Рохас, Говард Уинстон (трижды), Флойд Робертсон, Мицунори Секи (дважды), Джонни Фамешон.
11 декабря 1970 года в Тихуане (Мексика) проиграл Куниаки Сибата (Япония), потеряв пояс чемпиона мира по версии WBC.
Три года спустя, в 1973 году, попытался вернуть себе чемпионский титул, однако уступил Эдеру Жофре (Бразилия), после чего завершил боксёрскую карьеру.

## Стиль
Сальдивар был левшой, на ринге демонстрировал динамичный стиль ведения боя. Среди его основных достоинств была его выносливость; он семь раз нокаутировал соперников после седьмого раунда. У Сальдивара было необычно медленное сердцебиение и частота пульса, что, по его словам, было секретом быстрого темпа, который он мог поддерживать на ринге.

## Смерть
Сальдивар умер от рака 18 июля 1985 года в возрасте 42 лет.